# Mini (cognome)
Mini è un cognome di lingua italiana.

## Varianti
Di Mino, Dimino, Minacci, Minella, Minelli, Minello, Minetti, Minnucci, Mino, Minotti, Minotto, Minucci, Minuccio, Minuzzo.

## Origine e diffusione
Cognome tipicamente toscano, è presente prevalentemente nel fiorentino e aretino, con ceppi anche nel riminese, nelle Marche e in Friuli.
Potrebbe derivare da aferesi di prenomi come Firmino, Guglielmino o Massimino.
In Italia conta circa 708 presenze.
La variante Minelli compare in tutto il centro-nord; Minello è trevigiano e veneziano; Mino compare nel novarese e nel bresciano; Minucci è toscano e campano; Minotti compare in Lombardia, Lazio e Romagna; Dimino è agrigentino e trapanese.

## Persone
- Cristian Mini, cantautore italiano
- Fabio Mini, militare italiano